# Ikertúra
Az Ikertúra az Olsen ikrek 2002-es filmje.

## A film cselekménye
Kylie (Mary-Kate Olsen) és Taylor (Ashley Olsen) Hunter betölti 16. életévét és átmennek a vezetői vizsgákon is. Az elméletin és a gyakorlatin is.
A szülinapjukat és a sikert megünneplendő, rendeznek egy kis partyt, amire meghívják pár barátjukat: Jenn-t (Heather Lindell), Lyndi-t (Holly Towne), Sam-et (Talon Ellithorpe), Danny-t (Billy Aaron Brown) és Toast-ot (Jeff D'Agostino). A szüleiktől pedig kapnak a szülinapjukra egy mustang kabriót.
Kitalálják, hogy elmennek a téli olimpiára Utahba, Salt lake citybe.
Először kocsival indulnak el. A lányok: Kylie, Taylor, Jenn és Lyndi Kylieék kocsijával mennek, a srácok: Sam, Danny és Toast, Toast apjának a kocsijával, a Toast mobillal mennek. A srácok menet közben megállnak egy autós büfében reggeli burrítóért. Azonban alig hogy kigurulnak a büfé elől a kocsival, észreveszik, hogy nem kaptak csiliszószt. Ezért vissza akarnak tolatni, csiliszószért. Csak hogy a kijárat úgy van kialakítva, hogy visszafelé ne lehessen menni. A védőtüske pedig szétnyomja a Toast mobil kerekeit. Felhívják a lányokat, hogy kicsit késni fognak. Közben a lányok tovább mennek. Aztán megállnak egy gyorsbüfénél és ők is reggeliznek. Mire azonban kijönnek a büféből a kocsi eltűnik. Valaki ellopta. Nincs mit tenni, haza mennek.
Otthon összedugják, a fejüket, hogy most hogyan tovább. Azt találják ki, hogy menjenek repülővel. Egy délben induló járatot néznek ki, ami 2 átszállásos és amire mind felférnek. Viszont a lányok is külön és a fiúk is külön utána néznek, hogy van egy közvetlen járat Utahba, de csak 4 hely van rajta. Ezért azt mondják a fiúk a lányoknak, a lányok meg a fiúknak, hogy akkor találkoznak a reptéren és mennek a déli járattal, de közben a társaság mindkét fele (külön a lányok és külön a fiúk, egymás háta mögött) a 10-kor induló közvetlen járatot tervezi elérni.
Másnap ki is mennek a reptérre a közvetlen járathoz, aztán lebuknak egymás előtt. Versenyt futnak és aki előbb odaér az ügyintéző pulthoz az mehet a közvetlen járattal, de pechükre lekésik a járatot. Áttetetik a jegyüket másik gépekre, de mind a fiúk, mind a lányok elrontanak valamit, így a lányok San Diegoban, a fiúk pedig Californiában, Santa Barbarában kötnek ki. A lányok taxival mennek haza, a fiúk beszélgetését pedig meghallja egy mexikói bevándorló és mivel ők is L.A.-be tartanak, felajánlja, hogy elviszik a fiúkat, egy megállóval Oxnard-ban és ott a srácok segítenek, a mexikóiaknak egy kis bevándorló munkában, aztán mennek is tovább LA-be.
Ez után végül busszal próbálnak eljutni Utahba. Egy darabig jól is indul a dolog, de mikor a busz megáll egy pihenőhelynél, Taylor, Lyndi és Dany leszállnak a buszról és bemennek a büfébe harapni valamit. Mire viszont kijönnek a büféből, a buszuk elmegy és egy másik buszra szállnak fel, ami Bishopba viszi őket. Itt Taylor elkeseredésében, hogy már megint elrontották, beül egy helyi kis vendéglőbe. A vendéglőben szóba elegyedik egy ott zongorázó lánnyal Charleyval (Alexandra Picatto). Taylor elmeséli Charleynak az egész addigi kalandjukat. Charley felajánlja, hogy igénybe vehetik az apja (aki az ottani narancs báró milliomos) magángépét.
Közben Kylie, Jenn, Sam és Toast megérkeznek Las Vegasba. Innen akarnak tovább menni Utahba. Ám mikor észreveszik, hogy Taylor, Lyndi és Danny eltűntek, Kylie egyből megpróbálja felhívni Taylort telefonon, de nem sikerül neki. Ezért egyelőre Vegasban várnak és Kylie folyamatosan próbálja elérni Taylort. Közben megéheznek és ennének valamit. De mielőtt kitalálnák hogy hova menjenek, mit egyenek egy Raj (Shelley Malil) nevű ember szólítja le őket. Felajánlja nekik, hogy ha elvállalják pár esküvőn, amit ő vezet le Elvisnek öltözve, lesznek tanúk, akkor utána elviszi őket étterembe és ő állja. A srácok belemennek.
Közben Taylorék megérkeznek Charleyékhoz és megismerik Charley apját, Mr. Sims-et (Marcus Smythe), aki örül, hogy Charley új barátokat szerzett és szívesen kölcsön adja a magángépét. Taylornak végre sikerül elérnie Kyliet telefonon és tájékoztatja a jó hírről.
Aztán Taylorék mennek is Vegasba, összeszedik Kylieékat és mennek végre Utahba.
Bár a sok problémával járó odaútnak köszönhetően az olimpia nagyjáról, már lemaradtak, még is jól érzik magukat. Jókat síjelnek, snowboardoznak és egy kávézóban még épp látják a tévében Taylor kedvenc műlesiklóját, Alex Risher (Jashon Benesh) lesiklását.
Aztán rendeznek, egy saját kis ágyúgolyó olimpiát a szálláshelyükön lévő medencében. Amikor befejezik az olimpiát, és mennek ki a medencéből, Jenn és Toast utolsónak mennek ki és kicsit még beszélgetnek. Toast elmondja Jenn-nek, hogy igazából Joshua a neve, csak Danny csúfolta folyton Toastnak, mert mindig mindent elront és a toast gyakran leég.
Végül még egyszer elmennek síelni és Taylor egy rejtélyes sráccal síjel, aki Alexanderként mutatkozik be.
Aztán még motorosszánoznak, még felfjújhatós gumigyűrűkön is lecsúsznak.
Este a szálláson mindenki megkóstolja a híres almabort, Danny össze jön Lyndi-vel, Toast... azaz... Joshua pedig Jenn-nel. Ezeket látva Sam is ismét megpróbálkozik Kylie-nál, de Kylie ezúttal – egy hosszabbacska beszélgetés keretein belül – végleg a tudtára adja Sam-nek, hogy ő a legjobb barátja, de nem szeretné, hogy annál több legyen.
Később, mikor már hazamentek Utahból LA-be, ott van velük Charley is, hiszen beiratkozott az ő iskolájukba. És a suliba való kocsikázás közben – az autótolvaj visszavitte a kocsit – nézi Jenn az újságban, hogy Taylor rejtélyes sí partnere nem más volt, mint Alex Risher.

### Egy-két érdekesség
Mary-Kate és Ashley a legtöbb filmjükbe, legalább részben bele viszik való életük bizonyos eseményeit is. Így például az Ikertúra-ban az az elem, hogy épp megszerzik a jogsijukat tükrözi a valóságot, mert a valóságban is akkor tájt szerezték meg a jogosítványukat és a valóságban is mindketten elsőre átmentek az ezzel kapcsolatos vizsgákon, akár csak a filmben.
A film vége fele, az ugró olimpiánál ugyebár Lyndi bebiceg törött lábbal. Itt a Lyndit alakító Holly Towne-nak tényleg eltört a lába. Eredetileg másképp lett volna a szerepe (hogy pontosan hogyan azt sajnos nem tudni), de mivel Mary-Kate és Ashely mindent megoldanak, ki is írhatták volna Lyndit az utolsó jelenetekből, de ők inkább kitaláltak egy új változatot, hogy Holly továbbra is szerepelhessen a filmben.
Mary-Kate és Ashley rendszeresen adtak kisebb szerep lehetőségeket (cameo) a testvéreiknek, Lizzie-nek és Trent-nek. Az ikertúrában Lizzie kapott egy kisebb szerepet. Egész pontosan amikor Taylor és a titokzatos Alexander nevű srác lesíelnek és Taylor csatlakozik a lányokhoz és hívja Alexander-t is, de Alexander elutasítja a meghívást és félre vonul és akkor megszólítja egy lány: "Te vagy Alex Risher?! Úúúr isteen!". Na az a lány Lizzie.

## Szereplők
| Szerep                                                          | Színész                  | Szinkronhang       |
| --------------------------------------------------------------- | ------------------------ | ------------------ |
| Kylie Hunter                                                    | Mary-Kate Olsen          | Molnár Ilona       |
| Taylor Hunter                                                   | Ashley Olsen             | Mánya Zsófi        |
| Jenn                                                            | Heather Lindell          | Simonyi Piroska    |
| Lyndi                                                           | Holly Towne              | Bogdányi TItanilla |
| Sam                                                             | Talon Ellithorpe         | Markovics Tamás    |
| Danny                                                           | Billy Aaron Brown        | SImonyi Balázs     |
| Toast (Joshua)                                                  | Jeff D'Agostino          | Hamvas Dániel      |
| Charley                                                         | Alexandra Picatto        | Köves Dóra         |
| Garry Hunter                                                    | William Bumiller         | Rosta Sándor       |
| Pam Hunter                                                      | Janet Gunn               | Mics Ildikó        |
| Alexander (Alex Risher)                                         | Jason Benesh             | Bódy Gergely       |
| Mr. Sims                                                        | Marcus Smythe            |                    |
| Raj                                                             | Shelley Malil            | Karácsonyi Zoltán  |
| síelő lány aki felismeri hogy Alexander való- jában Alex Risher | Elizabeth (Lizzie) Olsen |                    |

## Zenék
- Republica – Ready to Go
- The Stone Roses – Waterfall
- Joey Ramone – What a Wonderful World
- The Lunachicks – Say What You mena Go-kart Records
- Bowling for Sopup – Greatest Day
- Joan Jett – Roadrunner
- The Incredible Moses Leroy – My Best Friend
- Weekend – New Fast (Right Behind You)